# Galium litorale
Galium litorale är en måreväxtart som beskrevs av Giovanni Gussone. Galium litorale ingår i släktet måror, och familjen måreväxter. IUCN kategoriserar arten globalt som nära hotad. Inga underarter finns listade i Catalogue of Life.